# نهر تشورنيت
نهر شورنت (بالإنجليزية: churnet)‏ هو نهر يقع في مقاطعة ستافوردشاير بإنجلترا

## أصل التسمية
أصول اسم تشورنيت غير معروفة، على الرغم من أنه يعتقد أن تستمد من فترة ما قبل الإنجليزية